# Mavzolej Qianling
Mavzolej Qianling (kitajsko 乾陵, pinjin čiánlíng) je grobišče dinastije Tang (618–907) v okrožju Qian v provinci Šaanši na Kitajskem. Grobnice, grajene od leta 684 do 706, hranijo posmrtne ostanke več članov rodbine Li, cesarske družine dinastije Tang. Med drugimi sta tam pokopana  cesar Gaozong (vladal 649–683) in njegova žena Vu Dzetjan, ki je kot edina kitajska cesarica vladala od leta 690 do 705. Mavzolej je znan po številnih kamnitih kipih članov dinastije Tang in stenskih poslikavah, ki krasijo stene podzemnih grobnic. Poleg glavne gomile in podzemne grobnice cesarja Gaozonga in Vu Dzetjan obstaja še 17 manjših spremljajočih grobnic (peidzang mu). Do zdaj so arheologi izkopali le pet teh spremljajočih grobnic. Tri so pripadale članom cesarske družine in po ena kanclerju in generalu cesarjeva garde. Uprava za kulturno dediščino Šaanšija je leta 2012 izjavila, da so nadaljnja izkopavanja ustavljena za najmanj 50 let.

## Zgodovina
Kompleks mavzoleja cesarja Gaozonga je bil dokončan leta 684, leto dni po njegovi smrti. V cesarjevi grobnici je bila 2. julija 706 pokopana tudi cesarica Vu Dzetjan. V kompleksu so tudi grobnice njenega sina Li Šjana (prestolonaslednik Džanghuaj, 653–684), vnuka Li Čongruna (princ Šao, 682–701) in vnukinje Li Šjanhui (gospa Jongtai, 684–701). Zapisan je datum pokopa leta 706, kar zgodovinarjem omogoča natančno datiranje zgradb in umetnin v grobnicah. V dinastijah Suj in Tang so za člane cesarske družine  in visoke dvorne uradnike na nagrobnik dosledno napisali ime pokopane osebe, njen položaj ter datuma smrti in pokopa.
V Stari in Novi knjigi Tangov sta zapisa,  da je Vu Dzetjanin sin, cesar Džongdžong (vladal  684, 705–710) rehabilitiral žrtve Vu Dzetjaninih političnih čistk in jim zagotovil dostojen pokop. Med njimi so bili tudi princesa in dva princa.  Razen spremljevalnih grobnic članov cesarjeve družine sta bili izkopani tudi grobnici  kanclerja Šue Juančaa (622–683) in generala cesarjeve garde Li Džinšinga.
Pet spremljevalni grobnic je bilo odprtih v 60. in na začetku 70. let dvajsetega stoletja.  Leta 2012 je Uprava za kulturno dediščino Šaanšija objavila, da so zaradi zaščite grobnic pred poškodbami in krajo artefaktov izkopavanja ustavljena za najmanj 50 let.

## Opis
Mavzolej se nahaja na gori Liang, severno od reke Vej na nadmorski višini 1049 m. Grobnice označujejo gomile, sicer pa je večina nagrobnih struktur podzemnih. Gomile na južni strani se imenujejo Najtoušan ali "Bradavičasti griči". Na njihovih vrhovih so stolpi, ki še poudarjajo njihovo ime, in tvorijo prehod v mavzolej Qianling. Glavna in najvišja gomila je na severnem vrhu, V njej je grobnica cesarja Gaozonga in cesarice Vu Dzetjan. Na polovici tega severnega vrha so graditelji izkopali 61 m dolg in 4 m  širok predor, ki vodi do notranjih grobnic globoko v gori.
Kompleks je bil prvotno obdan z dvema obzidjema. Njuni ostanki kažejo, da je imelo notranje obzidje štiri vratarnice. Notranje obzidje je bilo debelo 2,4 m in dolgo 5.920 m. Obdajalo je površino  240.000 m2. V obdobju dinastije Tang je bilo v kompleksu več sto stanovanjskih hiš družin vzdrževalcev mavzoleja. Razen ostankov stanovanjskih hiš so bili odkriti tudi temelji daritvene dvorane.

## Kipi in stenske slike
- Kamnit stražar ob Duhovni poti
- Brezglavi kipi tujih ambasadorjev
- Keramičen konj iz Li Čongrunove grobnice, zdaj v Zgodovinskem muzeju Šaanšija

- Sprejem tujih ambasadorjev, Li Šjangova grobnica[17]
- Skupina dvornih dam, Li Šjangova grobnica[18]
- Stražarji, grobnica princa Li Šjana iz leta 706; vojaki so visoki približno 1,6 m
- Slika v grobnici princa Jideja, na kateri sta upodobljena mogočno obzidje in mestna vrata Čangana"[19]
- Skupina evnuhov, grobnica princa Džanghuaja[20]
- Dvorne dame, Li Šjanhujeva grobnica[21][22]